# Харра-ес-Савад
Харра-ес-Савад, або «вулканічне поле Шукра», — велике трахібазальтове вулканічне поле, що проходить уздовж Аденської затоки. Поруч знаходиться місто Шукра.

## Морфологія
Поле простягається приблизно на 100 км, містить близько 100 вулканічних конусів і орієнтований по лінії WSW-ENE. Це створило лавове поле розміром 40*95 км, вік якого здебільшого є голоценовим, і покриває вапнякові породи фундаменту. Багато конусів молоді та не еродовані.

## Історія
Єдине виверження, яке було відзначено в історії, сталося в 1253 році (VEI 3), хоча і воно було погано задокументовано. Враховуючи вік поля, інші виверження могли відбутися в недавньому минулому.